# FIRA Trophy 1989-90
El FIRA Trophy de la temporada  1989-90  fue la 15° edición con esta denominación y la 28° temporada del segundo torneo en importancia de rugby en Europa, luego del Torneo de las Seis Naciones.

## FIRA Trophy
| Lugar | Selección       | Partidos | Partidos | Partidos  | Partidos | Puntos  | Puntos    | Puntos | Tabla de puntos |
| Lugar | Selección       | Jugados  | Ganados  | Empatados | Perdidos | A favor | En contra | dif.   | Tabla de puntos |
| ----- | --------------- | -------- | -------- | --------- | -------- | ------- | --------- | ------ | --------------- |
| 1     | Francia         | 4        | 3        | 0         | 1        | 82      | 47        | +35    | 10              |
| 2     | Unión Soviética | 4        | 3        | 0         | 1        | 81      | 59        | +22    | 10              |
| 3     | Rumania         | 4        | 3        | 0         | 1        | 66      | 55        | +11    | 10              |
| 4     | Italia          | 4        | 1        | 0         | 3        | 67      | 56        | +11    | 6               |
| 5     | Polonia         | 4        | 0        | 0         | 4        | 43      | 122       | -79    | 4               |

## Segunda División

### Grupo A
| Lugar | Selección | Partidos | Partidos | Partidos  | Partidos | Puntos  | Puntos    | Puntos | Tabla de puntos |
| Lugar | Selección | Jugados  | Ganados  | Empatados | Perdidos | A favor | En contra | dif.   | Tabla de puntos |
| ----- | --------- | -------- | -------- | --------- | -------- | ------- | --------- | ------ | --------------- |
| 1     | Portugal  | 3        | 3        | 0         | 0        | 52      | 28        | +24    | 9               |
| 2     | Marruecos | 3        | 1        | 0         | 2        | 39      | 35        | +8     | 5               |
| 3     | Túnez     | 2        | 1        | 0         | 1        | 18      | 21        | -3     | 4               |
| 4     | Bélgica   | 2        | 0        | 0         | 2        | 18      | 44        | -26    | 2               |

### Grupo B
| Lugar | Selección      | Partidos | Partidos | Partidos  | Partidos | Puntos  | Puntos    | Puntos | Tabla de puntos |
| Lugar | Selección      | Jugados  | Ganados  | Empatados | Perdidos | A favor | En contra | dif.   | Tabla de puntos |
| ----- | -------------- | -------- | -------- | --------- | -------- | ------- | --------- | ------ | --------------- |
| 1     | España         | 4        | 3        | 1         | 0        | 70      | 45        | +25    | 11              |
| 2     | Países Bajos   | 4        | 3        | 0         | 1        | 101     | 51        | +50    | 10              |
| 3     | RFA            | 4        | 2        | 0         | 2        | 86      | 50        | 36     | 8               |
| 4     | Checoslovaquia | 4        | 0        | 1         | 3        | 45      | 98        | -53    | 5               |
| 5     | Bulgaria       | 3        | 1        | 0         | 2        | 37      | 101       | -64    | 4               |

### Final
| 28 de octubre de 1990 | España | 29 - 6 | Portugal |  |  |

| Bandera de España |
| Campeón España    |
| Cuarto título     |

## Tercera División
| Lugar | Selección  | Partidos | Partidos | Partidos  | Partidos | Puntos  | Puntos    | Puntos | Tabla de puntos |
| Lugar | Selección  | Jugados  | Ganados  | Empatados | Perdidos | A favor | En contra | dif.   | Tabla de puntos |
| ----- | ---------- | -------- | -------- | --------- | -------- | ------- | --------- | ------ | --------------- |
| 1     | Andorra    | 2        | 2        | 0         | 0        | 35      | 9         | +26    | 6               |
| 2     | Yugoslavia | 2        | 1        | 0         | 1        | 31      | 15        | +16    | 4               |
| 3     | Luxemburgo | 2        | 0        | 0         | 2        | 12      | 54        | -42    | 2               |

| Bandera de Andorra |
| Campeón Andorra    |
| Primer título      |